# Hydroporus mariannae
Hydroporus mariannae is een keversoort uit de familie waterroofkevers (Dytiscidae). De wetenschappelijke naam van de soort is voor het eerst geldig gepubliceerd in 1974 door Wewalka.